# Manzana Cuarta
Manzana Cuarta är ett samhälle i Mexiko, tillhörande kommunen Jiquipilco i den nordvästra delen av delstaten Mexiko. Orten hade 1 019 invånare vid folkräkningen 2010.